# Erik Gabriel Poppius
Erik Gabriel Poppius, född 1 juli 1840 i Stockholm, död 11 november 1907 i Djursholm, var en svensk tullfiskal och sångare.

## Biografi
Erik Gabriel Poppius var son till Fredrik Gabriel Poppius (1810–1883) och Agnes Vilhelmina Magdalena af Edholm (1816–1872), sonson till Gabriel Poppius (1769–1856) och dotterson till Erik af Edholm. Han blev student vid Uppsala universitet den 18 maj 1860 och tog rättsexamen den 22 maj 1863. Först auskultant vid Svea hovrätt och strax därefter extra ordinarie 1863. Vicehäradshövding 1868. Extra kanslist vid Generaltullstyrelsen 1870, revisor och extra tullfiskal 1878, tillförordnad tullfiskal 1880. Tullfiskal i Stockholm 1882–1905.
Framstående sångare, tillhörde han "kungens sångare", det vill säga den dubbelkvartett i vilken Karl XV själv ingick.
Gift 7 juni 1874 i Frescati (Stockholm) med Jenny Cecilia Hazelius, född 24 januari 1842 i Stockholm. Hennes föräldrar var Johan August Hazelius och Louise Svanberg och hennes bror var Arthur Hazelius som grundade Skansen och Nordiska museet. Erik Gabriel Poppius hade sju barn, varav konstnärinnan Minna Poppius gifte sig med flygbaronen Carl Cederström, agronomen Daniel Poppius var riksdagsman och Set Poppius grundade Poppius journalistskola.
Makarna Poppius är begravda på Solna kyrkogård.